# Палаццо Фенци
Палаццо Фенци, также: Палаццо Фенци-Маручелли (итал. Palazzo Fenzi, Рalazzo Fenzi-Marucelli) — дворец (итал. рalazzo), расположенный в центре Флоренции на улице Сан-Галло. В настоящее время дворец занимает Флорентийский университет: Отделение истории, археологии, географии, искусства и театра (SAGAS).

## История
Здание построено по проекту архитектора Герардо Сильвани в 1628—1630 годах для семьи Кастелли, в районе, где уже были приобретены этой семьёй одиннадцать небольших домов, между 1618 и 1638 годами. В 1659 году здание расширили члены семьи Маручелли. В восемнадцатом веке дворец пережил период наибольшего великолепия и был обогащён фресками на мифологические сюжеты в комнатах первого этажа работы Себастьяно Риччи (совместно с Марко Риччи), датируемыми 1706—1707 годами. В 1748 году была освоена территория за зданием для размещения богатой библиотеки Франческо Маручелли. Первая в своем роде библиотека во Флоренции была открыта для публики в 1752 году в здании, спроектированном архитектором Алессандро Дори.
С 1829 года дворец принадлежал Эмануэле Фенци, успешному банкиру и строителю железной дороги Флоренция — Ливорно (Ferrovie Leopolda). Он и его семья способствовали дальнейшему расширению дворца, в том числе в 1834 году по проекту архитектора Джузеппе Мартелли.
В 1890 году здание было приобретено Национальным банком Тосканы (Banca Nazionale Toscana). Между 1908 и 1912 годами здесь находился Французский институт Флоренции, первый культурный институт, основанный Францией за пределами страны. В 1971 году Палаццо Фенци приобретено государством и передано флорентийскому Университету.

## Архитектура
Несмотря на многочисленные переделки, фасад здания до сих пор отражает проект Герардо Сильвани: три этажа, окна с треугольными фронтонами на первом этаже и лучковыми на втором, мощный венчающий карниз. Большой центральный арочный портал с нависающим балконом поддерживается гротескными скульптурными фигурами сатиров.
Помимо многих архитектурных элементов в стиле барокко, таких как богато украшенные потолки и мраморные скульптуры, Палаццо Фенци известно фресками Себастьяно и Марко Риччи. Эти фрески были выполнены во время пребывания художников во Флоренции с 1706 по 1707 год и сейчас считаются одними из их шедевров. Монументальная мраморная лестница, спроектированная Мариано Фальчини в стиле неоклассицизма в 1860 году, ведёт на второй, «благородный этаж» (piano nobile), где расположены комнаты, оформленные Джузеппе Мартелли в 1860 году. В Большом зале (Aula Magna) имеются фризы с росписями в технике гризайль на мифологические сюжеты работы Антонио Марини.

## Галерея

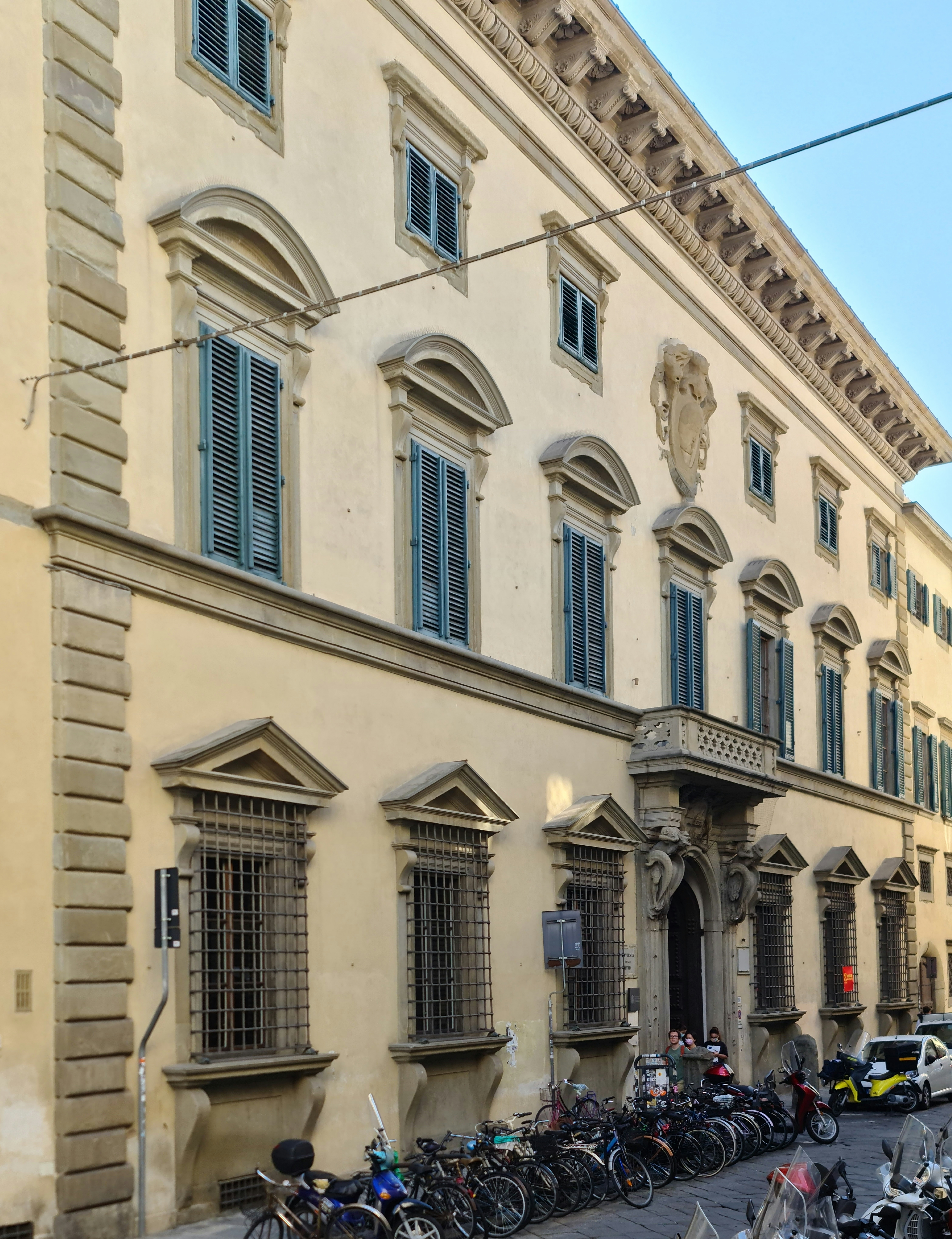
Палаццо Фенци. Фасад
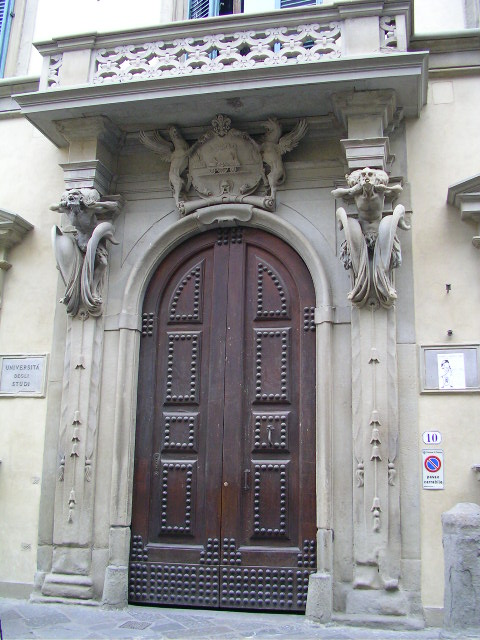
Портал
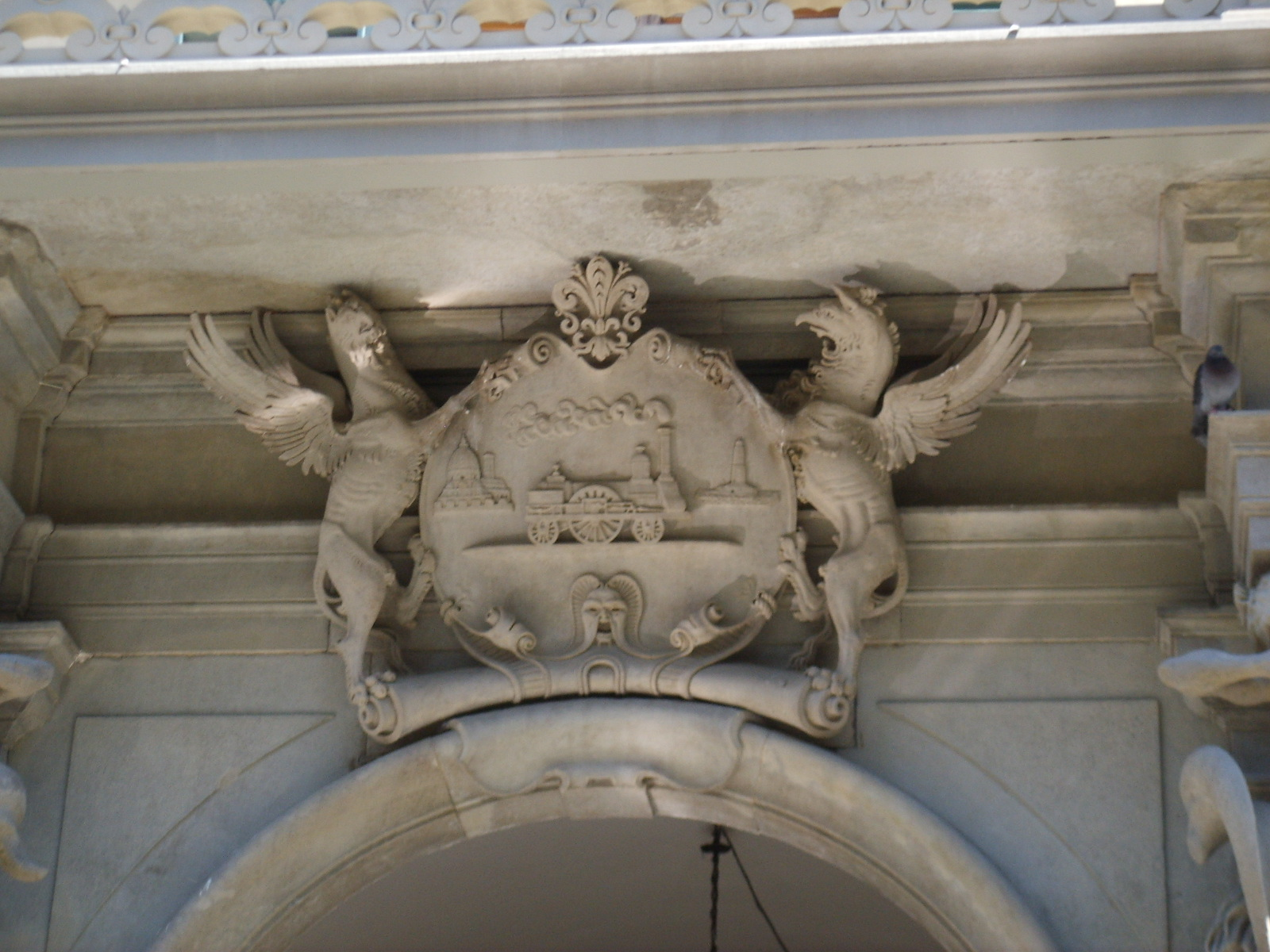
Герб Эмануэле Фенци
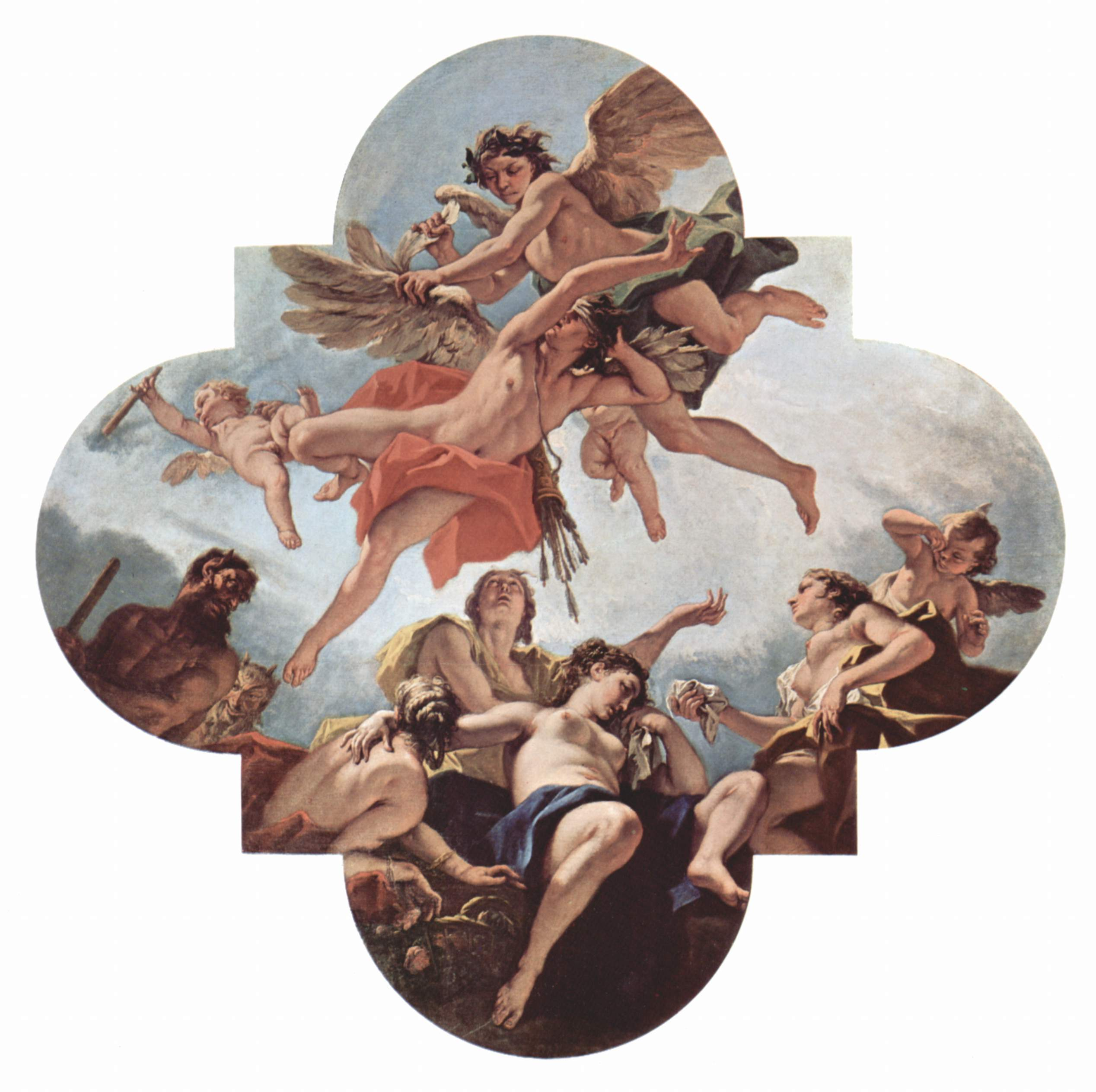
С. Риччи. Наказание Купидона. Роспись плафона Зала юности на распутье. 1706—1707
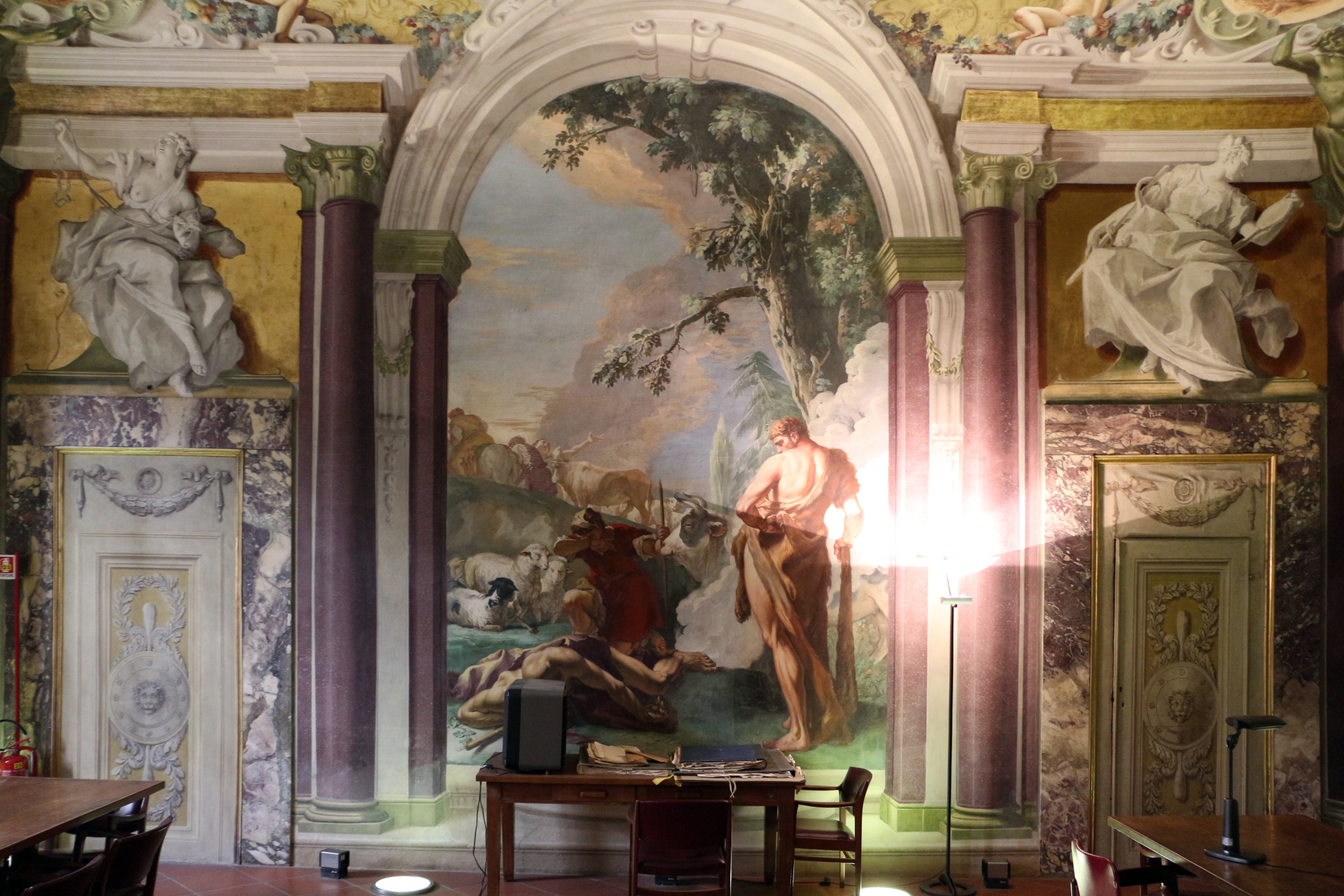
Салон Геркулеса. Росписи С. Риччи, квадратура Дж. Тонелли. 1706—1707
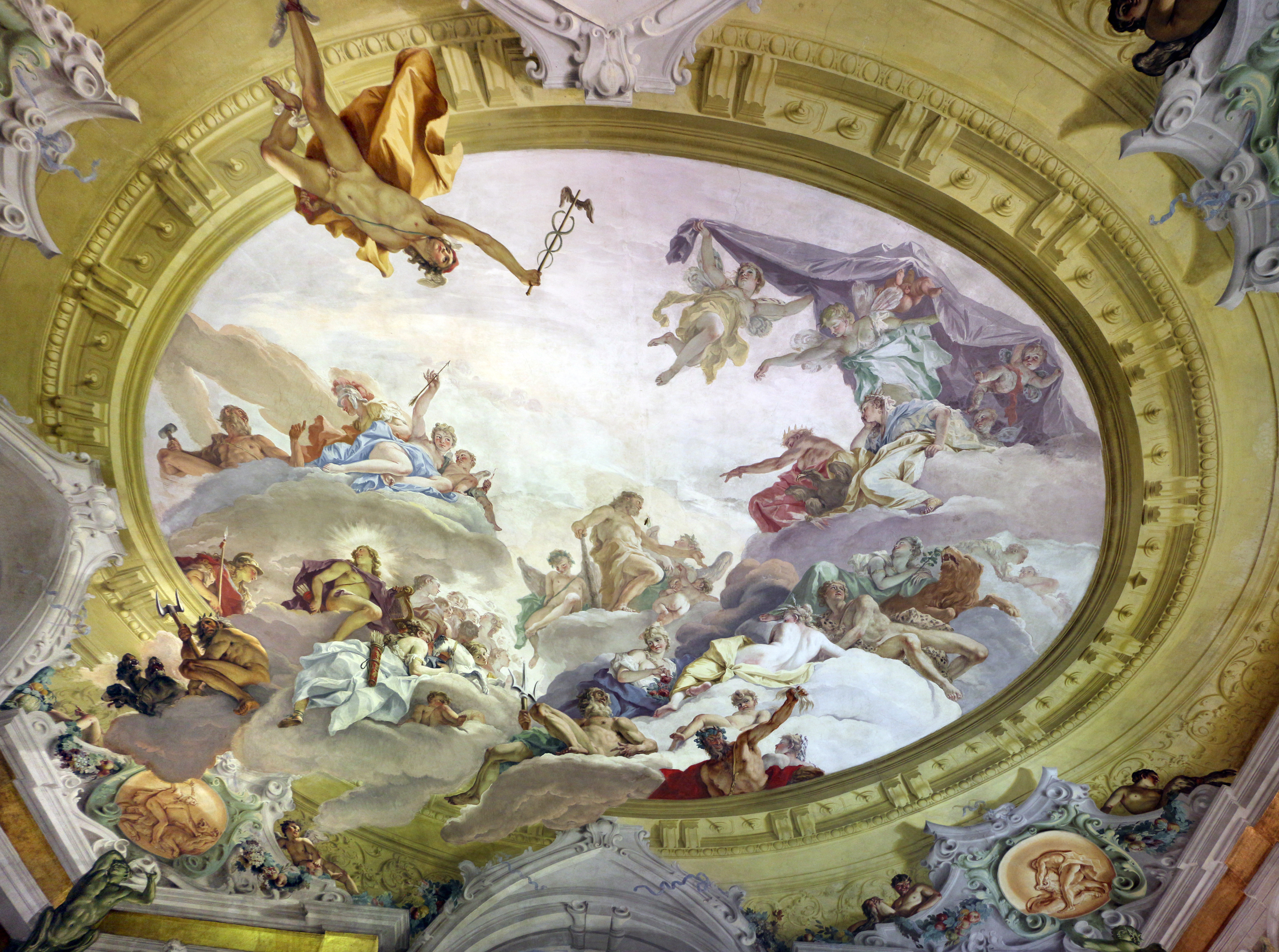
С. Риччи. Роспись свода Салона Геркулеса (квадратура Дж. Тонелли). 1706—1707
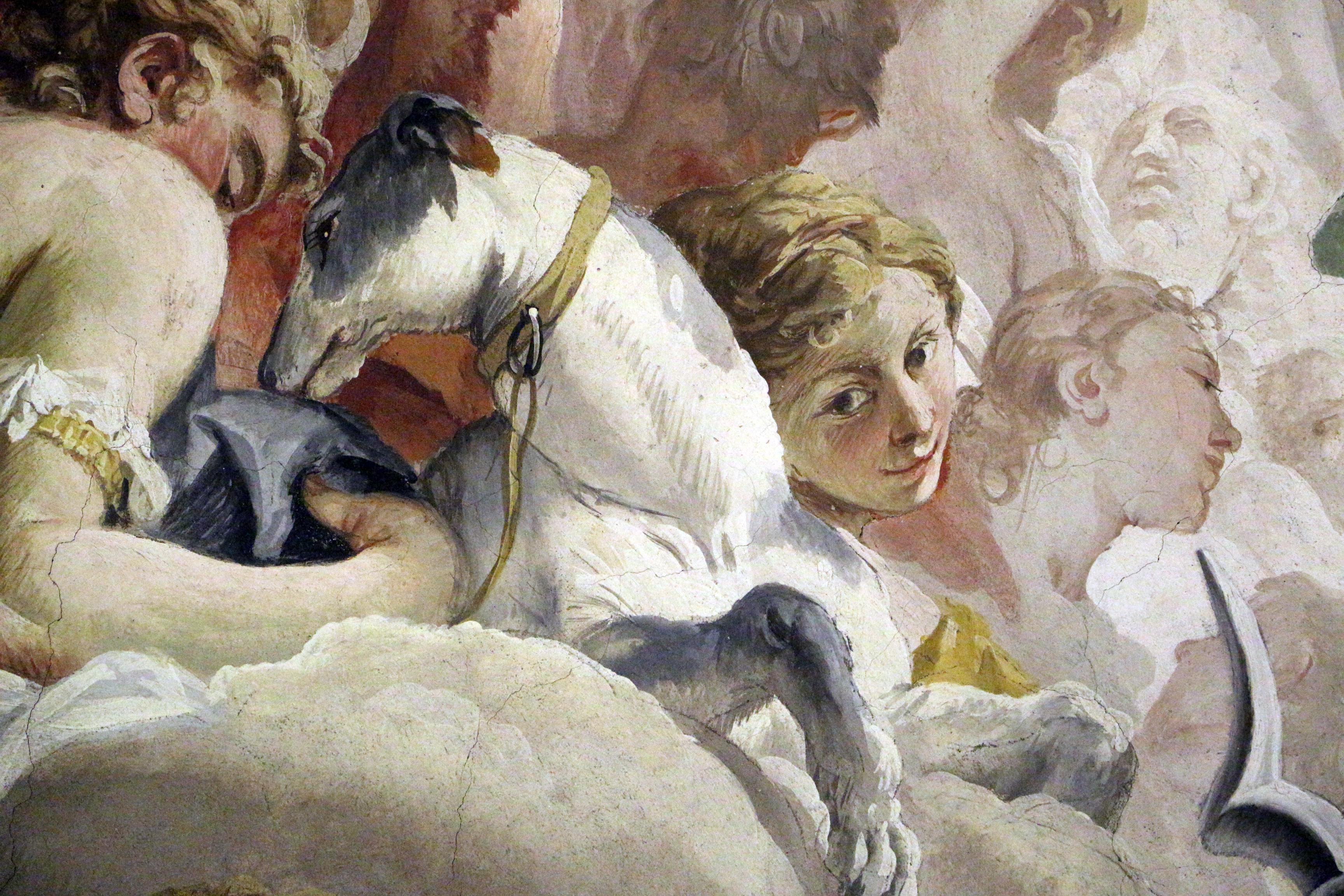
Деталь росписи
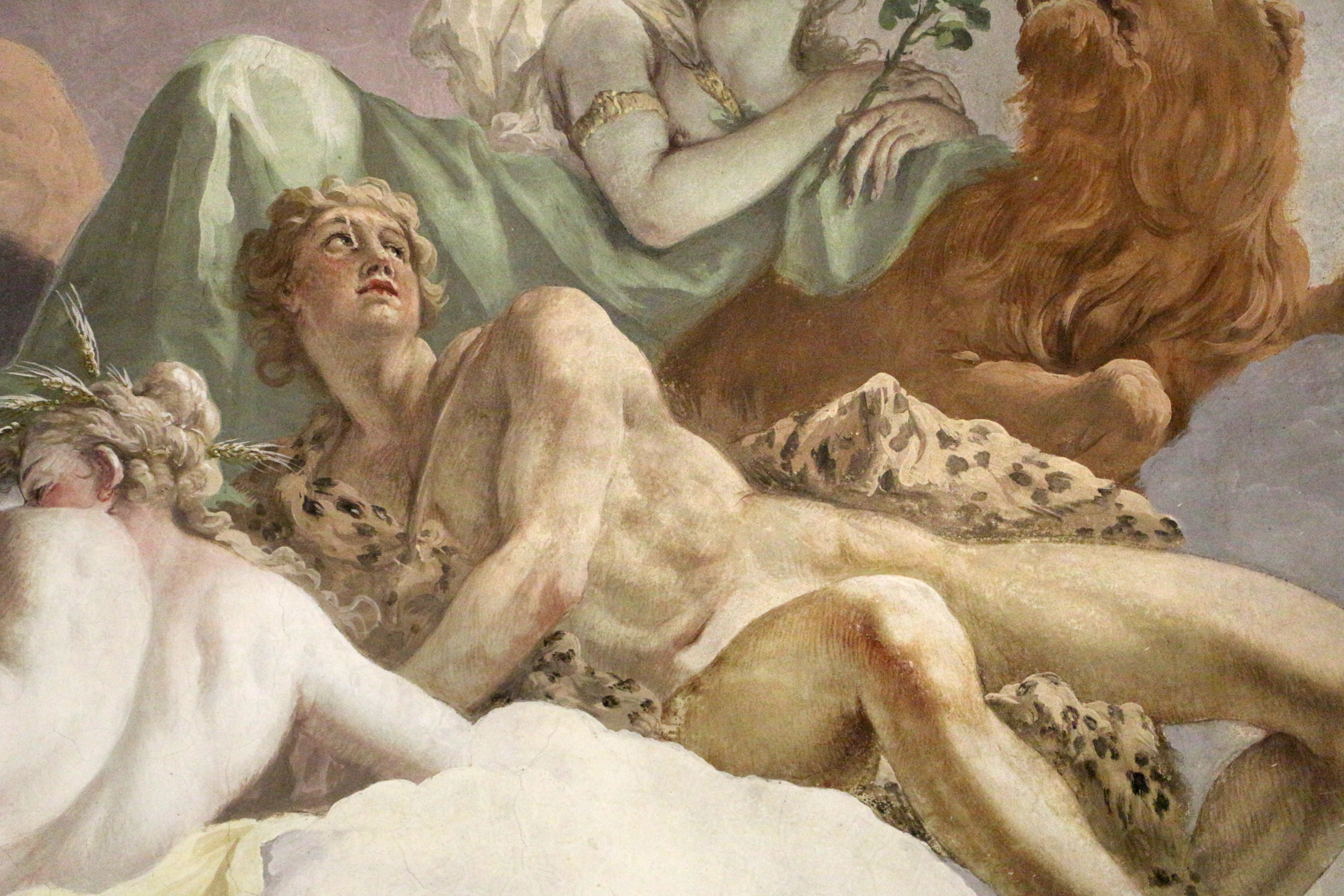
Деталь росписи
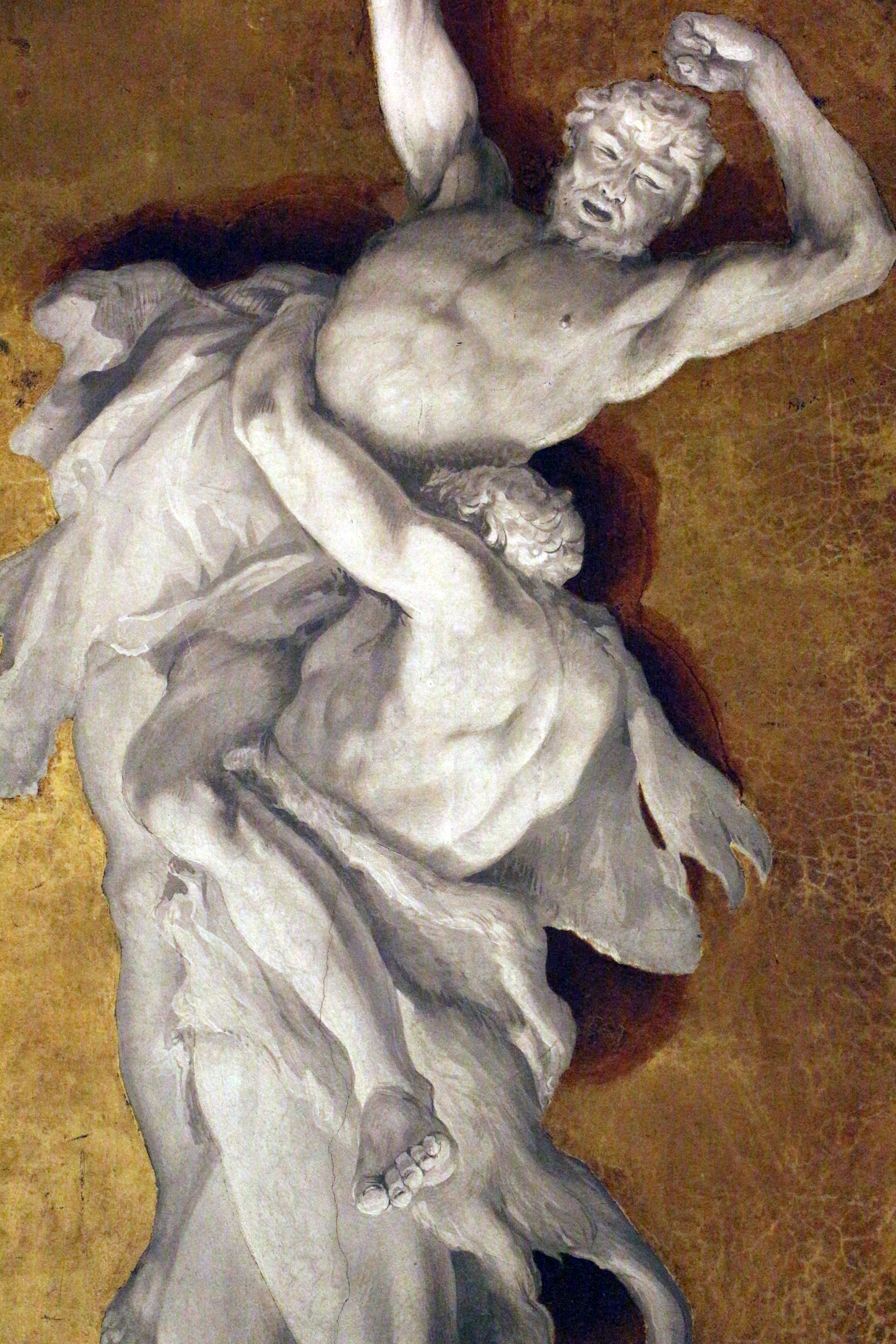
Геркулес и Какус. Деталь квадратуры Дж. Тонелли.
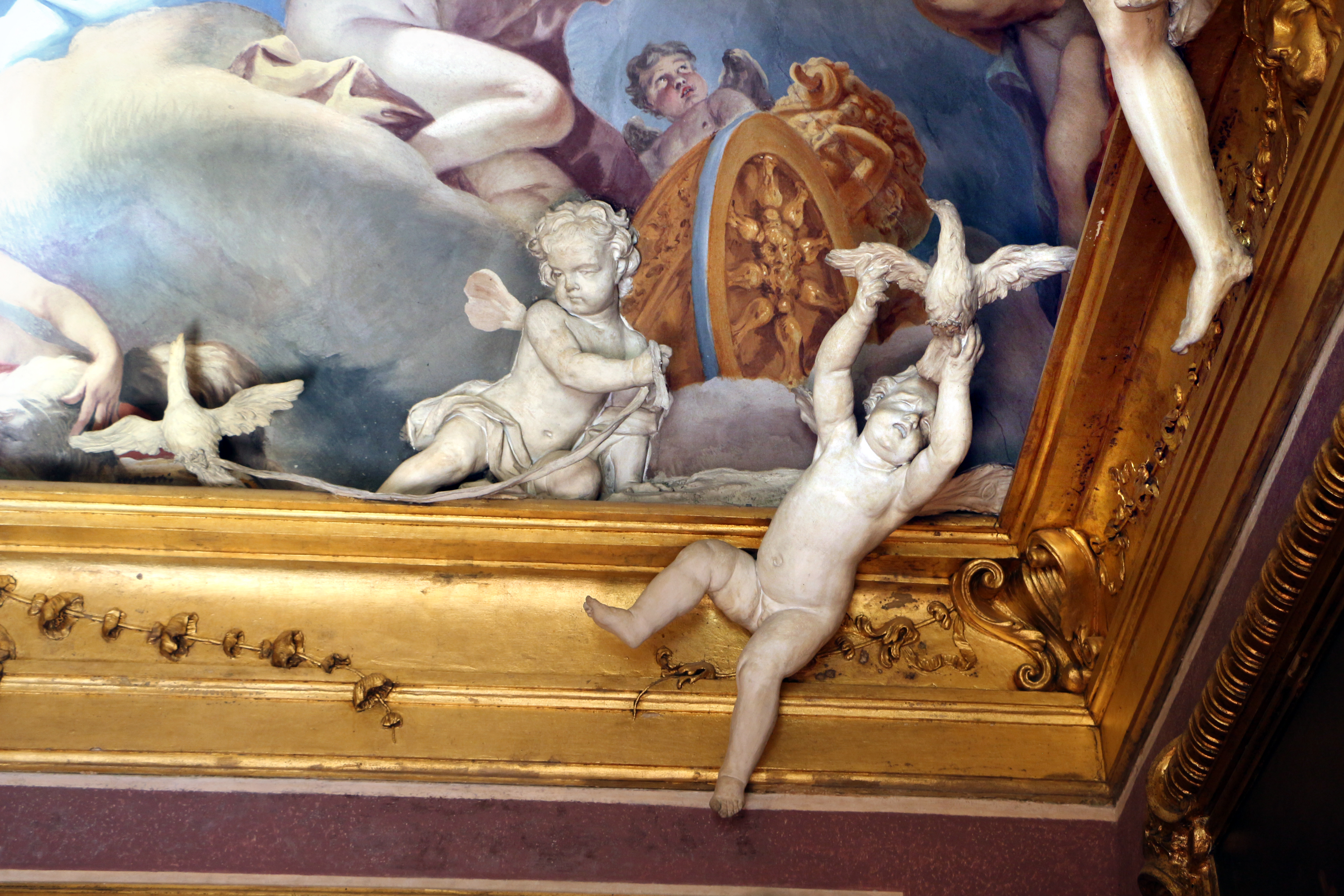
Зал юности на распутье. 1706—1707. Деталь декора. Дж. Баратта. Стукко
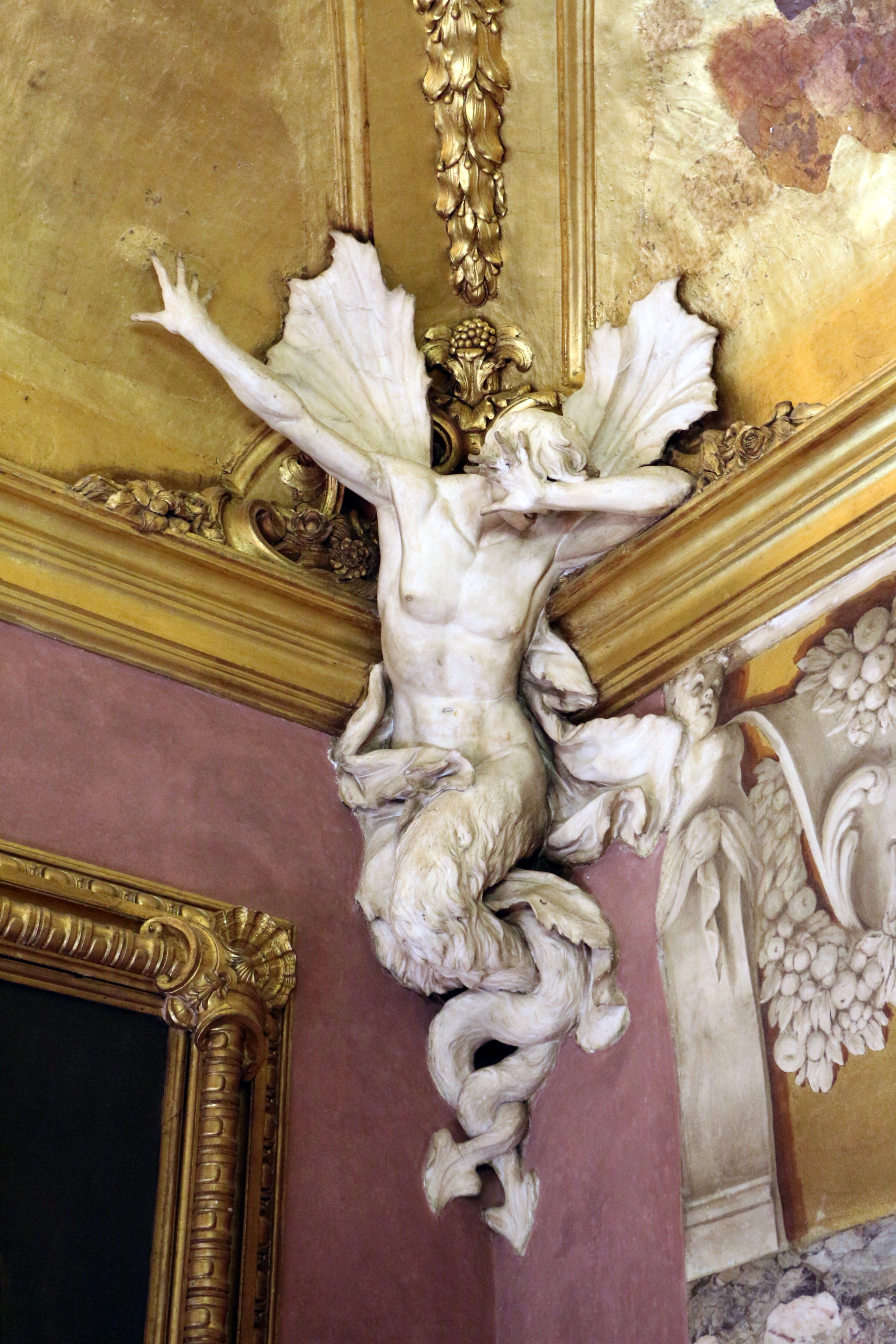
Зал Марса. Деталь декора
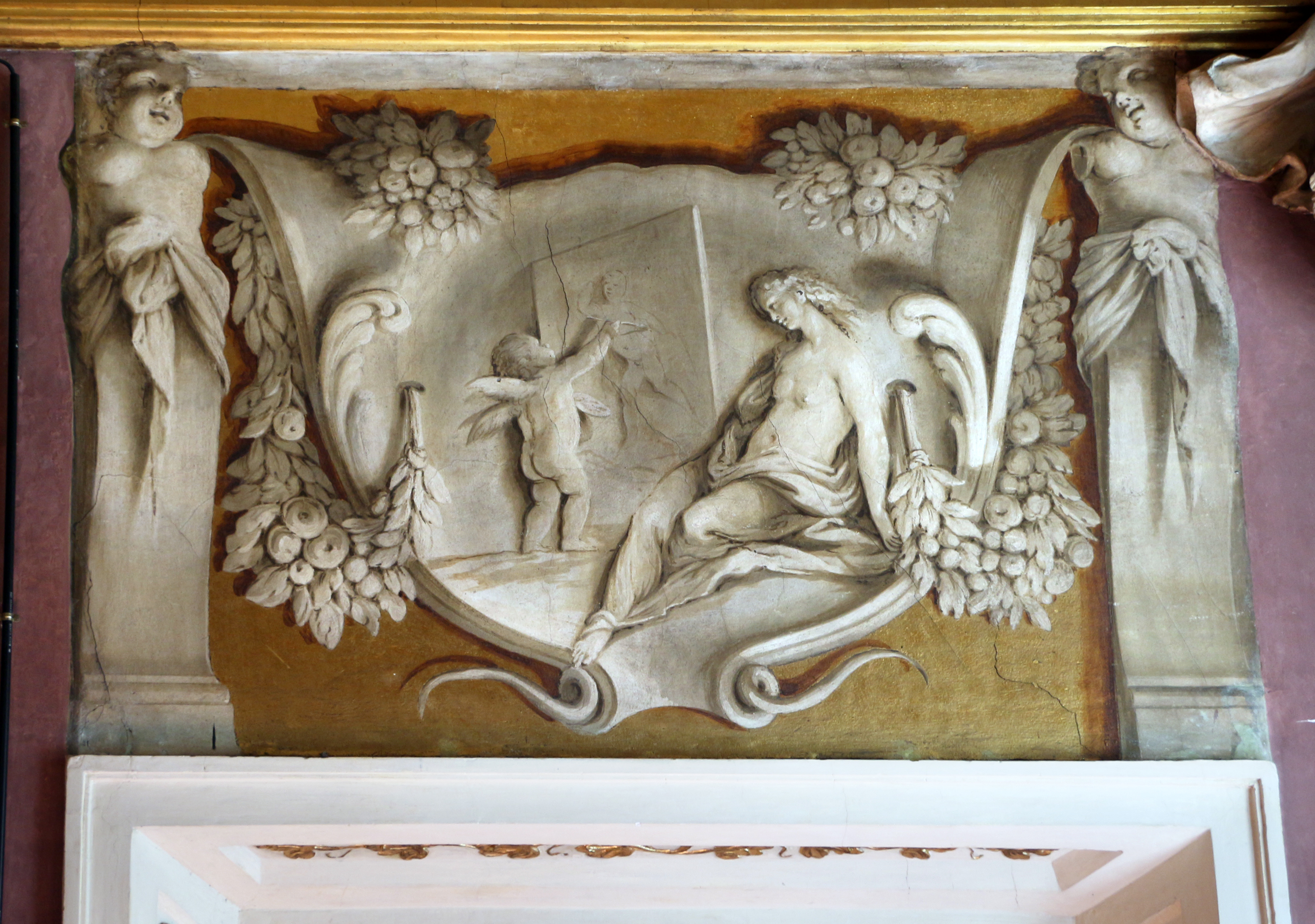
С. Риччи. Поражение Марса и установление Золотого века. Десюдепорт. Стукко